# Saša Baričevič
Saša Baričevič (15. 4. 1957 – 2. februar 2010), tudi Sašo Baričevič, je bil ugleden slovenski zdravnik iz Ljubljane, znan po zdravljenju pripadnikov političnega in gospodarskega vrha.

## Mladost, življenje in kariera
Mama Marija Šeme je bila igralka in uspešna televizijska režiserka. Oče Jože Baričevič, po rodu s Hrvaške, je bil zdravnik flebolog in profesor na Medicinski fakulteti v Ljubljani. Sašo se je rodil kot dekle in je imel ime Maja. Obiskoval je Osnovno šolo Prežihovega Voranca in Šubičevo gimnazijo, ki je bila takrat še klasična gimnazija. Diplomiral je na medicinski fakulteti v Ljubljani. Postal je specialist splošne medicine, dobrih sedem let je delal na urgenci v ljubljanskem Kliničnem centru, nekaj časa pa tudi v zdravstvenem domu na Metelkovi. Pod zdravniškim nadzorom si je po končanem študiju deloma spremenil spol. S hormonsko terapijo je postal moški a nikoli ni z operacijo ženskih spolnih organov spremenili v moške. Njegova sestra Dea je te podrobnosti bratovega življenja ob njegovi smrti delila z javnostjo in ocenjevala, da morda nikoli ni bil zares prepričan o pravilnosti svoje odločitve, ali pa, da sploh ni imel transseksualne motnje.
Bil je znan zdravnik in lastnik ene večjih ljubljanskih zasebnih klinik Barsos. Barsos je ustanovil leta 1993. Barsos je imel v času njegove smrti okoli 5500 pacientov, za njihovo zdravje pa v specialističnih samoplačniških ambulantah skrbi štirideset vrhunskih strokovnjakov z različnih medicinskih področij. Klinika je imel koncesijo za precej zdravstvenih storitev in stranke so bili mnogi ugledni. Pacienti, kolegi zdravniki in javnost so ga smatrali za uglednega in dobrega zdravnika.

## Smrt
2. februarja 2010 so ga v garaži njegove hiše na Oražnovi ulici v Ljubljani napadli in smrtno ranili njegovi trije lastni bulmastifi. Psi so bili že pred tem znani kot nevarni – že leta 2008 so napadli mimoidočega in bili naročeni k usmrtitvi, a jih je upravno sodišče vrnilo Baričeviču v lastništvo.
Smrt je sprožila obsežno medijsko pozornost. Afera Baričevič je bila glavni sprožilec parlamentarnega interpelacijskega postopka proti ministru za kmetijstvo Milanu Pogačniku, ki je zaradi nepravilnosti v postopkih vračanja nevarnih psov lastniku odstopil s funkcije.
Poleg vprašanj glede varnosti nevarnih psov so se pojavile tudi obtožbe o klientelizmu in povezanosti med Baričevićem, pravosodnimi in notranje političnimi krogi.